# Red Ingrid Marie (manzana)
Red Ingrid Marie es una  variedad cultivar de manzano (Malus domestica). 
Un desporte más colorido de Ingrid Marie. Descubierto en Dinamarca en varios lugares, incluido el vivero del "Sr. Schneider". Las frutas tienen una pulpa firme, crujiente, de textura fina y jugosa con un sabor justo.

## Sinonimia
- "Ingrid Marie Schneider Strain",
- "Karin Schneider".

## Historia
'Red Ingrid Marie' es una variedad de manzana, híbrido del cruce de Parental-Madre Cox's Orange Pippin x polen de Parental-Padre Desconocido. Un desporte más colorido de Ingrid Marie. Descubierto en Dinamarca en varios lugares, incluido el vivero del "Sr. Schneider".
'Red Ingrid Marie' estuvo cultivada pero actualmente no se cultiva en la National Fruit Collection con el número de accesión: 1934-004 y Accession name: Red Ingrid Marie.

## Características
'Red Ingrid Marie' árbol de extensión erguida, de vigor moderadamente vigoroso, portador de espuela. Tiene un tiempo de floración que comienza a partir del 7 de mayo con el 10% de floración, para el 13 de mayo tiene una floración completa (80%), y para el 20 de mayo tiene un 90% caída de pétalos.
'Red Ingrid Marie' tiene una talla de fruto de medio a grande; forma achatado y ligeramente acanalado, con una altura de 51.00mm, y con una anchura de 67.00mm; con nervaduras débiles a medias; epidermis con color de fondo verde madurando a amarillo pálido, con un sobre color rojo, importancia del sobre color alto a muy alto, y patrón del sobre color rayas / chapa presentando chapa rojo oscuro, con un tinte azulado cuando está completamente maduro, con numerosas lenticelas finas, de color tostado claro, que sean más abundantes hacia el ojo y bastante escasas hacia el tallo, "russeting" (pardeamiento áspero superficial que presentan algunas variedades) bajo; cáliz mediano y parcialmente abierto, ubicado en una cuenca profunda, ancha y arrugada; pedúnculo largo y delgado, colocado en una cavidad ancha, profunda con "russeting"; carne es de color crema, el color rojo de la piel continúa en la carne debajo de ella presenta venas rojizas, firme y de textura fina, jugosa y dulce con solo una ligera acidez. El sabor es ligero y recuerda al parental 'Cox's Orange Pippin'.
Listo para cosechar a finales de septiembre. Se conserva dos meses en cámara frigorífica pero la manzana tiende a volverse harinosa.

## Usos
Una buena manzana de uso de postre fresca en mesa.

## Ploidismo
Diploide, autofértil, pero los cultivos mejoran con un polinizador compatible.